# Portogruaro
Portogruaro är en ort och kommun i storstadsregionen Venedig, innan 2015 provinsen Venedig, i regionen Veneto i Italien. Kommunen hade 24 909 invånare (2018) och gränsar till kommunerna Annone Veneto, Caorle, Cinto Caomaggiore, Concordia Sagittaria, Fossalta di Portogruaro, Gruaro, Pramaggiore, San Michele al Tagliamento, San Stino di Livenza och Teglio Veneto.